# Сосниця
Со́сниця — селище у Корюківському районі Чернігівської області над річкою Убіддю (притока Десни). Розташоване за 90 кілометрів на схід від Чернігова, неподалік від злиття річок Десни та Сейму. Вперше згадується 1234. Було сотенним містечком, повітовим центром. Населення — 6,6 тисячі осіб (1 січня 2024). Відстань до обласного центру автомобільним шляхом — 88 км

## Назва
Дослідники кажуть, що назва селища походить від соснового лісу, який оточує місцевість. Але є й інші думки. В давнину на Поліссі топонім Сосниця означав «дерево з бортю», тобто з вуликом, видовбаним з колоди, який вішали на сосну, або з дуплом у ній, де жили бджоли.

## Історія
За результатами археологічних розкопок на околиці селища і поблизу нього виявлено кілька поселень епохи неоліту (V—IV тисячоліття до н. е.), бронзи (II тисячоліття до н. е.), 2 поселення і курганний могильник скіфського періоду (V—IV ст. до н. е.). Знайдені також 2 скарби римських монет (II ст. н. е.). На території Сосниці досліджені 2 ранньослов'янських поселення перших століть н. е.., 4 поселення і 2 могильника сіверян (VII—X ст.), 2 городища і 3 поселення часів Київської Русі; виявлені стародавні гончарні вироби: вони відрізняються характерним орнаментом. Подібну кераміку в археології прийнято називати «сосницькою».
Найранніший документ, в якому можна знайти згадки про Сосницю — Іпатіївський літопис. У хроніці 1234 року згадано як Данило Галицький, допомагаючи Київському Великому князю у війні з Михайлом Чернігівським, звільнив кілька міст, в тому числі і Сосницю.
У 1635 - 1648 роках Сосниця — центр Сосницької волості Новгород-Сіверського повіту Чернігівського воєводства.
У 1648—1649 і 1663–1668 роках Сосниця — центр полку. Після Зборівського договору 16 жовтня 1649 року включена до Чернігівського полку.

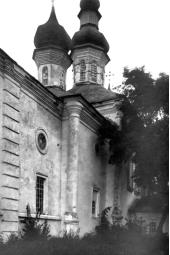
Троїцька церква (1702 р.) — колись найдавніша споруда міста. Знищена вандалами-комуністами

У 1651 році король Ян ІІ Казімеж дозволив новгород-сіверському старості Івану (Яну) Пісочинському продати маєток Сосниця (також Глухів, Погар) у Чернігівському воєводстві стриєчним братанкам Івану, Стефану та Казимиру. Трансакцію підтвердили на сеймі 1659 року, зацікавлені сторони — у 1661.
У 1654 році включена в Ніжинський полк. В липні 1663 року гетьман Брюховецький відновив Сосницький полк. Петро Дорошенко, під час свого походу на Лівобережжі, в 1668 р. ліквідував Сосницький полк, а територію і козаків як окрему сотню включив до Чернігівського полку.
Після ліквідації автономного устрою на лівобережній Україні в 1782 році Сосниця увійшла до складу Новгород-Сіверського намісництва, отримала власний герб. З 1797 року стала повітовим центром Малоросійської, з 1802 року — Чернігівської губернії.
У 1803 році почалася регулярна забудова міста. В середині 19 століття почалася розробка торфу, діяли пивоварний, 2 цегельних та лісопильний заводи, кустарні майстерні, існувала пожежна команда.
У 1844—1855 роках у маєтку Полторацьких у Сосниці жила онука Марка Полторацького Анна Керн зі своїм чоловіком О. В. Марковим-Виноградським.
У 1905—1907 роках відбувалися сутички робітників та селян з поліцією.
На території району у період 1917—1921 років кілька разів змінювалась влада, остаточну захопили більшовики, проти них діяли українські повстанські загони.
У 1923 році у зв'язку з проведенням адміністративно-територіальної реформи Сосниця стає районним центром Сновської, а з 1925 року - Конотопської округи, маючи 735 дворів та 5136 осіб населення. В 1924 році віднесена до категорії селищ міського типу. З 3 лютого 1931 року Сосницький район ліквідований, його територія входить до складу Менського району, а в 1935 створюється Сосницький район Чернігівської області. Він проіснував до 1962 року, коли був знову включений до Менського району, і відновлений у 1965 році.
З 7 липня 2017 р. смт Сосниця — центр об'єднаної територіальної громади/
17 липня 2020 року в результаті адміністративно-територіальної реформи Корюківський район укрупнили, до його складу увійшли території:
- Корюківського району,
- Менського району,
- Сновського (Щорського) району,
- Сосницького району із Сосницею.

## Населення

### Чисельність населення
| 1897 | 1959 | 1979 | 1989 | 2001 | 2018 | 2022 |
| ---- | ---- | ---- | ---- | ---- | ---- | ---- |
| 7087 | 7164 | 7876 | 8429 | 8127 | 7401 | 6889 |

### Розподіл населення за рідною мовою(2001)
| українська мова | російська |
| --------------- | --------- |
| 97,59 %         | 2,21 %    |

## Освіта
У селищі діють:

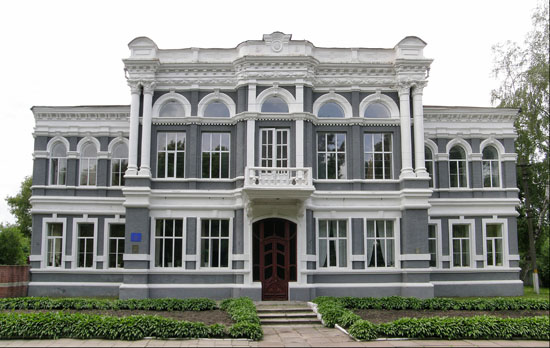
Сільськогосподарський технікум бухгалтерського обліку

- Сосницький сільськогосподарський технікум бухгалтерського обліку
- Сосницький професійний аграрний ліцей
- Сосницька гімназія імені О.П.Довженка
- Сосницький багатопрофільний навчально-реабілітаційний центр
- Сосницька ЗОШ І-ІІ ступенів
- Сосницька дитяча музична школа ім. М. Ф. Полторацького
- Дошкільний навчальний заклад «Калинка»
- Дошкільний навчальний заклад «Сонечко»

## Культові споруди

### Покровська церква

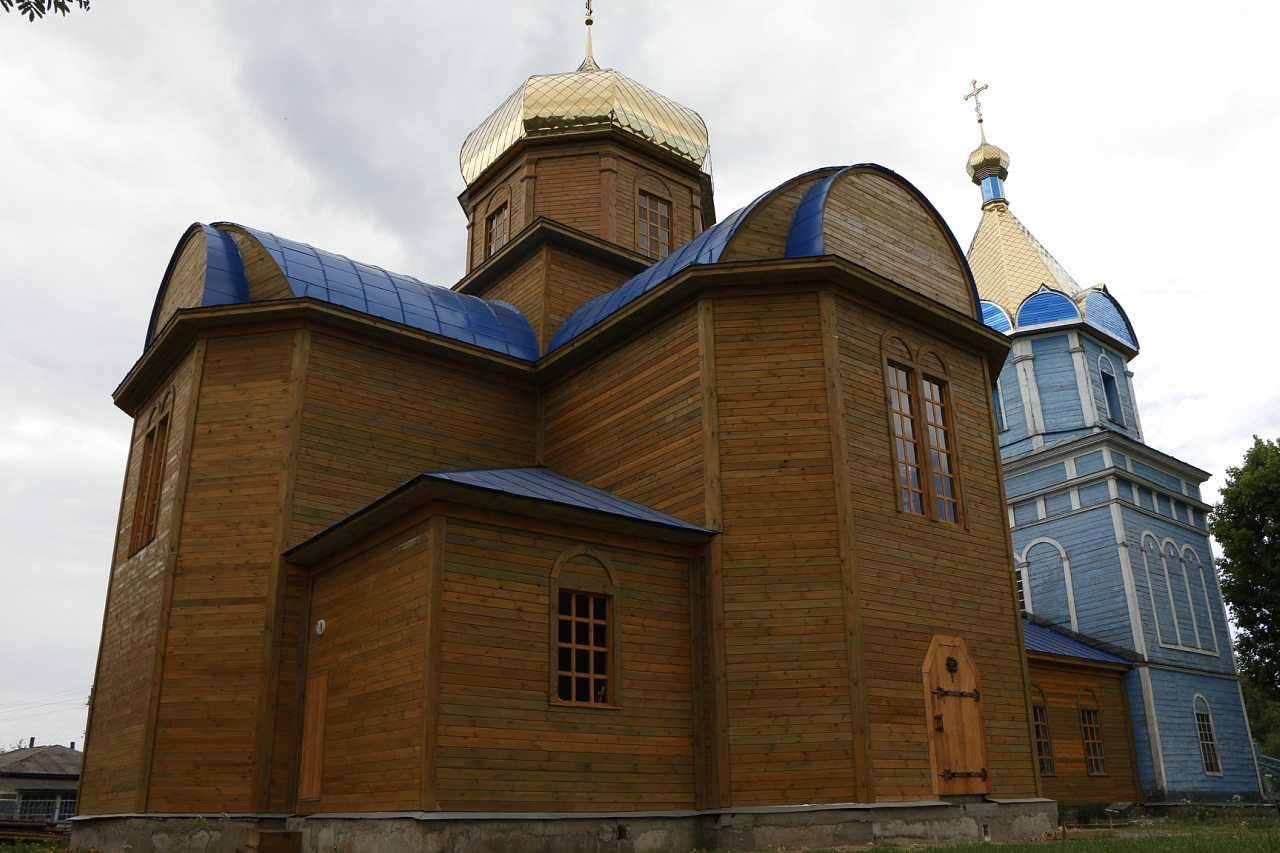
Церква Покрови

Дерев'яна церква Покровська — пам'ятки середини 19 століття, була єдиною церквою у Сосниці, що збереглась. Була збудована у 1724 році на місці древньої церкви, у 1847 році була повністю перебудована. Була виконана у традиційних формах козацьких церков (п'ятидільне планування, криволінійні барокові звершення зрубів). Виглядала архаїчно завдяки незвичайному нахилу стін. В інтер'єрах збереглися розписи олією на біблійні сюжети. У 1930-х роках церкву закрили більшовики, у 1941—1943 році за німецької окупації служби в церкві відновилися, однак у 1960-х роках Радянська влада знову закрила цю єдину на все селище церкву. У будівлі церкви розміщувалася автошкола, потім склад.
У 1989 році богослужіння були відновлені, Покровська церква була передана УПЦ Московського патріархату.
У 2010 році церкву, під виглядом реставрації, з ініціативи її настоятеля Іоана Кузьовича та з благословення архієпископ УПЦ МП Амвросій Полікопа, без відома та участі науковців, церква була зруйнована. На її місці споруджено нову церкву. 14 жовтня 2012 року новобуд було відкрито.
До 1950-х рр. у смт була Троїцька церква, зруйнована радянською владою.

## Культура

### Літературно-меморіальний музей О.П.Довженка

Меморіальний музей О.Довженка у Сосниці. Пам'ятник

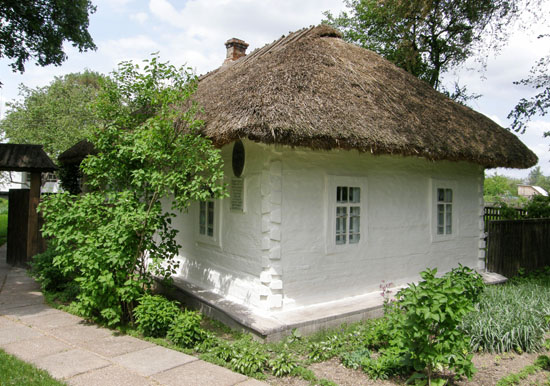
Музей О. Довженка

Музей Довженка відкрито 23 січня 1960 року. До 1968 року він був у складі Сосницького краєзнавчого музею, у 1969 році став філією Чернігівського історичного музею, а з 1992 року є самостійним музеєм обласного підпорядкування.
На території музею розташована меморіальна садиба, де пройшло дитинство Олександра Петровича Довженка та літературна експозиція.
У садибі-музеї все, починаючи з двору, батьківської хати, тину, воріт, криниці, відновлено в такому вигляді, як описано у біографічній повісті Зачарована Десна. У приміщені літературної експозиції є кінозал, де можна переглянути фільми О. П. Довженка

### Краєзнавчий музей ім. Ю.С.Виноградського
Сосницький краєзнавчий музей ім. Ю. С. Виноградського був відкритий 1 липня 1920 року рішенням повітового комітету. Засновником музею став Юрій Степанович Виноградський — юрист за професією, а за покликанням — історик. З початку існування музею він був історико-археологічним.
З року в рік збільшувалися фонди музею, росла його популярність, він став не тільки місцем збереження колекцій, а і центром поширення знань про навколишній світ.
З 1947 року музей став краєзнавчим. В 1993 році рішенням районної ради музею присвоєно ім'я Ю. С. Виноградського, що є найкращою даниною пам'яті нашому славетному землякові.
На сьогодні музей має 3 основні відділи та 6 зал.

### Скульптура ведмедя
9 вересня 2017 року в центрі селища Сосниця, на перетині вулиць Чернігівської та Корнєва, встановлено скульптуру ведмедя на сосні, яка виготовлена за мотивами герба селища. Відкриття скульптури відбулося під час урочистостей з нагоди Дня селища. Металева скульптура являє собою шестиметрову сосну з вуликом, на яку лізе ведмідь.

## Природа
- Сосницький заказник
- Довженківський заказник
- Лісопарк (заказник)

## Відомі люди
- Аміров Руслан Алієвич (1992—2017) — солдат Збройних сил України, учасник російсько-української війни;
- Батог Яр Костянтинович (1997—2024) — молодший сержант Збройних сил України, учасник російсько-української війни.
- Бернацький Володимир Нифонтович — український художник;
- Виноградський Юрій Степанович — український краєзнавець і діалектолог;
- Воробей Василь Андрійович — (1916—1981) український історик, викладав історію у школах сіл Сосницького району;
- Грищенко Владислав—український військовослужбовець, учасник російсько-української війни[9]
- Довженко Олександр Петрович — письменник, кінорежисер;
- Керн Анна Петрівна — російська дворянка, в історії передусім відома по ролі, яку вона грала в житті Пушкіна;
- Копил Віктор—український військовослужбовець, учасник російсько-української війни[10]
- Корнєв Костянтин Арсенович — доктор хімічних наук, член-кореспондент АН УРСР;
- Назаренко Богдан Анатолійович (1982—2016) — солдат Збройних сил України, учасник російсько-української війни[11];
- Максименко Олександр—український військовослужбовець, учасник російсько-української війни[12]
- Полторацький Марко Федорович — український та російський співак (баритон), козак Сосницької сотні Чернігівського полку;
- Василь Потієнко — протодиякон і церковний діяч Української автокефальної православної церкви (УАПЦ);
- Сенютович Іоаникій — український православний діяч епохи Гетьманщини;
- Сікало Іван Михайлович (1909—1975) — радянський актор;
- Тарасенко Василь Якимович — історик, український дипломат, доктор історичних наук;
- Рут Хактін (1901—1991) — ізраїльська політична діячка;
- Шафонський Опанас Филимонович — український лікар, історик, громадський діяч, один з засновників епідеміології в Російської імперії;
- Адаменко Микола Петрович (1931) — український поет, політв'язень, засновник сосницької «Просвіти», краєзнавець;
- Потієнко Василь (1898—1945) — український церковний діяч, голова Вищої Православної Церковної ради (1924—1926), засновник українських парафій на Сосниччині.